# 金果瓜馥木
金果瓜馥木（学名：[Fissistigma cupreonitens] 错误：{{Lang}}：文本有斜体标记（帮助））是番荔枝科瓜馥木属的植物，为中国的特有植物。分布在中国大陆的广西等地，生长于海拔300米至1,000米的地区，一般生长在山地密林中，目前尚未由人工引种栽培。

## 别名
十万大山瓜馥木（中国植物学杂志）